# Хабел (Небраска)
Хабел (енгл. Hubbell) град је у америчкој савезној држави Небраска.

## Демографија
По попису из 2010. године број становника је 68, што је 5 (-6,8%) становника мање него 2000. године.
| Група             | 2000.      | 2010.      |
| Белци             | 70 (95,9%) | 67 (98,5%) |
| Афроамериканци    | 1 (1,4%)   | 0 (0,0%)   |
| Азијати           | 0 (0,0%)   | 0 (0,0%)   |
| Хиспаноамериканци | 2 (2,7%)   | 1 (1,5%)   |
| Укупно            | 73         | 68         |